# Enrique Cardona y Enríquez
Enrique Cardona y Enríquez (ur. w 1485 w Urgell, zm. 7 lutego 1530 w Rzymie) – hiszpański kardynał.

## Życiorys
Urodził się w 1485 roku w Urgell, jako syn Juana Ramóna Folcha de Cardony i Aldonzy Domínguez. 18 kwietnia 1505 roku został wybrany biskupem Barcelony, otrzymując dyspensę z powodu nieosiągnięcia wieku kanonicznego (pozostawał w randze administratora apostolskiego). W 1512 roku został arcybiskupem Monreale. Przez pewien czas był także prefekt Zamku św. Anioła. 21 listopada 1527 roku został kreowany kardynałem prezbiterem i otrzymał kościół tytularny S. Marcello. Zmarł 7 lutego 1530 roku w Rzymie.